# 伯泽克卡普锡赞
伯泽克卡普锡赞（法語：Beuzec-Cap-Sizun，法語發音：[bøzɛk kap sizœ̃]）是法国菲尼斯泰尔省的一个市镇，属于坎佩尔区。

## 地名
“卡普锡赞”（Cap Sizun）指的是锡赞角。

## 地理
伯泽克卡普锡赞（48°4'31"N, 4°30'42"W）面积34.54 平方千米，位于法国布列塔尼大區菲尼斯泰尔省，该省份为法国最西部的省份，位于布列塔尼半岛西部，北西南三面环大西洋，东临阿摩尔滨海省和莫尔比昂省。
与伯泽克卡普锡赞接壤的市镇（或旧市镇、城区）包括：古利安、孔福尔梅拉尔、蓬克鲁瓦、滨海普朗、欧迪耶讷。
伯泽克卡普锡赞的时区为UTC+01:00、UTC+02:00（夏令时）。

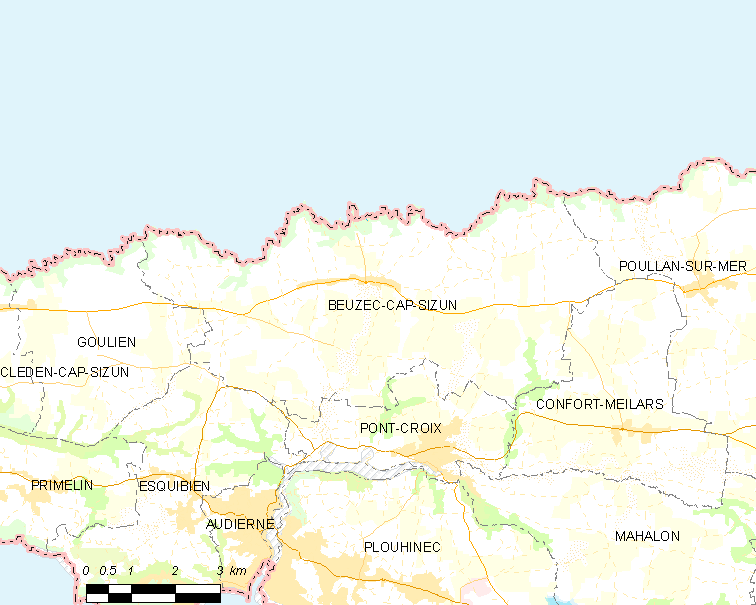
伯泽克卡普锡赞的OSM定位图

## 行政
伯泽克卡普锡赞的邮政编码为29790，INSEE市镇编码为29008。

## 政治
伯泽克卡普锡赞所属的省级选区为杜瓦讷内县。

## 人口

1962-2008年间伯泽克卡普锡赞人口变化图示

伯泽克卡普锡赞于2022年1月1日时的人口数量为1018人。